# ایسلند در المپیک تابستانی ۲۰۲۴
کاروان المپیکی ایسلند، یکی از کاروان‌های شرکت‌کننده در بازی‌های المپیک تابستانی ۲۰۲۴ بود. این دوره از بازی‌ها از ۲۶ ژوئیه تا ۱۱ اوت ۲۰۲۴ (۵ تا ۲۱ مرداد ۱۴۰۳ خورشیدی) به میزبانی پاریس برگزار شد. ایسلندی‌ها پس از نخستین حضور در سال ۱۹۰۸، در تمامی ادوار المپیک به جز ۴ دوره تحت تأثیر رکود بزرگ (۱۹۲۰ تا ۱۹۳۲) شرکت کرده‌اند. این کاروان متشکل از ۵ ورزشکار بود که در نهایت موفق به کسب هیچ مدالی نشدند.

## شرکت‌کنندگان
| ورزش        | مردان | زنان | مجموع |
| ----------- | ----- | ---- | ----- |
| دو و میدانی | ۰     | ۱    | ۱     |
| تیراندازی   | ۱     | ۰    | ۱     |
| شنا         | ۱     | ۱    | ۲     |
| سه‌گانه      | ۰     | ۱    | ۱     |
| مجموع       | ۲     | ۳    | ۵     |